# Referéndum para la adhesión de la República de China a las Naciones Unidas de 2008

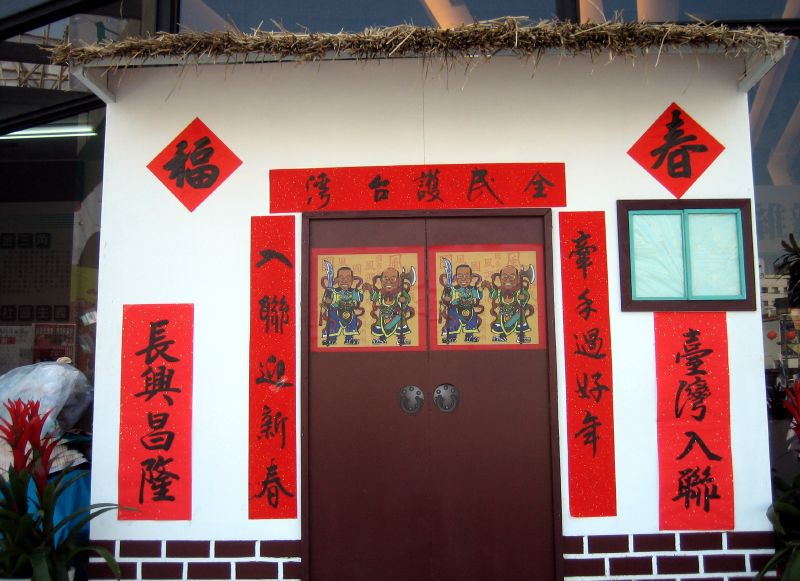
En las elecciones presidenciales de 2008 de la República de China, el candidato presidencial del Partido Democrático Progresista, Hsieh Chang-ting, y la candidata a la vicepresidencia, Su Chin-chang, anunciaron una copla de primavera en su sede de campaña en la ciudad de Taichung (1F, nº 288, Sec. 4, Wenxin Road, distrito de Beitun, ciudad de Taichung) para promocionar el referéndum de 2008 sobre la adhesión de Taiwán a Estados Unidos.

Dos referéndums para la adhesión de la República de China (Taiwán) a las Naciones Unidas se pusieron a consideración de los votantes de la República China el 22 de marzo del 2008, el mismo día en que se realizó la elección presidencial.
La primera pregunta del referéndum, apoyada por el Partido Democrático Progresista (PDP) del Presidente Chen Shui-bian, consultaba a los votantes sobre si estaban de acuerdo en que el gobierno buscara obtener aceptación como miembro de las Naciones Unidas bajo el nombre de "Taiwan". La primera pregunta del referéndum, apoyada por el Kuomintang (KMT), que ese día ganó la elección presidencial, consultaba a los votantes sobre si apoyarían que "nuestra nación" buscara "regresar" a las Naciones Unidas e incorporarse a otras organizaciones internacionales mediante "estrategias prácticas y flexibles", que incluían incorporarse como la "República de China", "Taiwán", o algún otro nombre que ayude al éxito y a la dignidad nacional.
El formato del referéndum fue motivo de controversia, gran parte de la discusión tuvo lugar antes del Referéndum para la justicia de transición de la República de China que se realizó en enero del 2008. 
Es de destacar que si bien ambos referendums son cada uno apoyado por uno de los dos partidos principales de Taiwán, ambos aparecen formalmente como iniciados por los votantes, en lugar de ser referendums propuestos por el gobierno. Es más aún, mientras que el KMT inició uno de los dos referendums, ha incentivado a sus votantes a boicotear por lo menos el referéndum iniciado por el DPP, y que comprendería a aquellos votantes que decidieran boicotear ambos referendums. 
En la práctica, mientras que miembros del KMT tales como el candidato presidencial Ma Ying-jeou y el director Wu Po-hsiung recibieron boletas del referéndum impulsado por el KMT, sus familiares y otros miembros del KMT, tales como el director emérito Lien Chan se negaron a recibir boletas para ninguno de los dos referéndums. El expresidente Lee Teng-hui tampoco tomó ninguna de las dos papeletas del referéndum, y alegó que se había "olvidado" traer la documentación necesaria, a lo que los periodistas que se encontraban en el sitio le respondieron que no hacía falta ninguna documentación para poder votar. El bajo número de votantes que participaron en la elección, que ninguna de las propuestas recibió la cantidad mínima de un 50% de todos los votos emitibles para que la propuesta fuera implementada. Autoridades del PDP, incluido el presidente Chen Shui-bian, animaron a los votantes a votar en ambos referéndums.
La comisión electoral central del ROC declaró que el referéndum había fallado a causa del bajo nivel de concurrencia observado.